# Edler von Koch
Edler von Koch bzw. Edle von Koch ist ein deutscher Familienname.

## Namensträger
- Elisabeth Edle von Koch auf Rohrbach (* 1974), deutsche Schauspielerin und Synchronsprecherin, siehe Elisabeth von Koch
- Franz Edler von Koch (Franz II. Edler von Koch auf Rohrbach; 1875–1965), deutscher Gutsbesitzer und bayerischer Kommunalpolitiker der CSU
- Sebastian Edler von Koch auf Rohrbach (* 1975), deutscher Schauspieler, siehe Sebastian Rohrbach